# Maria-Gamla stans stadsdelsområde

Maria-Gamla stan.

Maria-Gamla stan var 1997-2006 ett stadsdelsområde i Stockholms innerstad med cirka 62 000 invånare. Stadsdelsområdet omfattade stadsdelarna Gamla stan, Riddarholmen, Långholmen, Reimersholme samt västra Södermalm (väster om Götgatan) ned mot Hornstull. Dessutom ingick ögruppen Årsta holmar, vilka ligger i stadsdelen Årsta, som dock i övrigt inte tillhörde Maria-Gamla stan. Stadsdelsnämnden startade sin verksamhet den 1 januari 1997 som en av 24 stadsdelsområden.
1 januari 1999 kom det tidigare stadsdelsområdet Hornstull att ingå i Maria-Gamla stan. Den 1 januari 2007 slogs Maria-Gamla stan samman med Katarina-Sofia stadsdelsområde och bildade  Södermalms stadsdelsområde.
Församlingar i Svenska kyrkan: Domkyrkoförsamlingen (del av), Maria Magdalena och Högalid